# Teodorico da Alsácia
Thierry da Alsácia ou Teodorico da Alsácia (c. 1110 —  17 de janeiro de 1168) foi conde de Flandres de 1128 a 1168. Foi o filho mais novo do duque de Lorena Teodorico II da Lorena e de Gertrude de Flandres (filha de Roberto I da Flandres). 
Com um recorde de quatro campanhas no Levante e África (incluindo a participação na Segunda Cruzada, incluindo o fracasso militar entre 1157-1158 no cerco à cidade de Xaizar, e 1164 invasão do Egito, teve um registro raro e distinto de compromisso para com a cruzada.

## Relações familiares
Foi filho de Teodorico II da Lorena "o Valente" (1050 — 1 de Maio de 1115) e de Gertrude de Flandres, filha esta de Roberto I da Flandres. Casou com Sibila de Anjou (1112 — 1165), filha de Fulque de Jerusalém e de Ermengarda do Maine, de quem teve:
1. Margarida I da Flandres (1145 — 15 de Novembro de 1194), foi casada por duas vezes, a primeira com Raul II de Vermandois, conde de Vermandois, e a segunda com Balduíno V de Hainaut (1150 — Mons, 17 de Dezembro de 1195) , "O Corajoso", conde de Hainaut.
2. Filipe da Alsácia (1150 — Acra, Palestina 1190), foi casado duas vezes, a primeira com Matilde Vermandois e a segunda com Teresa de Portugal, Condessa da Flandres, infanta de Portugal, filha do 1ª rei de Portugal, D. Afonso Henriques e de sua esposa a rainha D. Mafalda de Saboia.